# Mijajlica
Mijajlica (cyr. Мијајлица) – wieś w Serbii, w okręgu jablanickim, w gminie Bojnik. W 2011 roku liczyła 144 mieszkańców.